# Apogon dammermani
Apogon dammermani és una espècie de peix de la família dels apogònids i de l'ordre dels perciformes.

## Hàbitat
És una espècie marina.

## Distribució geogràfica
Es troba a Papua Nova Guinea.